# 岡本金幸
岡本 金幸（おかもと かねゆき、1933年11月4日 - 2006年9月19日）は、静岡県出身のレーシングドライバー。愛称「キンコーさん」。自営業の為、肩書きが多い。喫茶店「ヘルメス」オーナー及びマスター、「チームオカモトレーシング」代表、「レーシングカーコンストラクター・オカモト」代表及び設計製作者、アマチュアレーシングドライバー。身長153cm。

## 経歴
ジムカーナからモータースポーツの世界に入り、1967年、富士チャンピオンレース前期第1戦でレースデビュー。その後、1971年に開幕した富士グランチャンピオンレース（富士GC）に参戦。1989年に閉幕するまでの19年間で60戦近く出場し、GCにはなくてはならない名物ドライバーとして名を馳せる。
岡本は、生涯プライベートドライバーとしてGCに参戦していた。当時GCに参戦していたドライバーのほとんどは、由良拓也率いるムーンクラフト製のGC用カウルをマーチ製のF2シャーシに装着して参戦していたが、岡本だけは自作のマシンで戦っていた。カウルも自作、シャーシも自作、エンジンも自らチューニングして自らがステアリングを握ってドライブした。
自作のカウルはストレートスピードがムーンクラフト製カウル装着車より速い場合もあり、星野一義や高橋国光も追いつくことができなかったという。
1983年5月、GC練習走行中に発生した佐藤文康が死亡した事故では、最初にマシンを停めて救出に向かったのは岡本だった。佐藤の後方を走っており一部始終を見ていた岡本は、「あの事故の後にレースをやるのは嫌だった」と話した。
レーシングカーのバックランプに日本で初めて発光ダイオード（LED）を採用したのも岡本である。
レーサーとして自動車メーカー等から契約金をもらっている訳ではないため、ビジネス面ではプロレーサーではないアマチュアレーサーであったが、1987年に新潟県の育毛メーカー『ヘアドクター』のイメージキャラクターに起用された。岡本の知名度と壮年期且つスキンヘッドであり、企業の求めるキャラクターと合致した為の起用だった。同社は岡本個人及びオカモトレーシングのメインスポンサーとして支援を決め、1988年から1994年まで「ヘアドクターカラー」で富士グラチャンなどのレースに参戦した。
1994年には60歳にして第1回十勝24時間レースに参戦。日本人の現役最年長ドライバーの参戦記録を作った。
事実上の引退後も引き続き喫茶店を経営しながら、依頼を受ければレーシングカーや一般車のメンテナンスもしていた。尚、72歳で亡くなる直前まで「自分から引退するとは一言も言ってないから、引退したつもりはないんだよ。いつかまたレースをやりたいと思ってるんだ。」と語り、生涯レーシングドライバーとして現役であった。